# Německo na Zimních olympijských hrách 1992
Německo na Zimních olympijských hrách v roce 1992 reprezentovala výprava 111 sportovců (75 mužů a 36 žen) v 11 sportech.

## Medailisté
| Medaile | Jméno                                                 | Sport           | Soutěž                  |
| ------- | ----------------------------------------------------- | --------------- | ----------------------- |
| Zlato   | Mark Kirchner                                         | Biatlon         | Muži 10 km sprint       |
| Zlato   | Ricco Groß Jens Steinigen Mark Kirchner Fritz Fischer | Biatlon         | Muži štafeta 4 x 7.5 km |
| Zlato   | Antje Harveyová                                       | Biatlon         | Ženy 15 km              |
| Zlato   | Georg Hackl                                           | Saně            | Muži jednotlivci        |
| Zlato   | Stefan Krauße Jan Behrendt                            | Saně            | Muži dvojice            |
| Zlato   | Uwe-Jens Mey                                          | Rychlobruslení  | Muži 500 m              |
| Zlato   | Olaf Zinke                                            | Rychlobruslení  | Muži 1 000 m            |
| Zlato   | Jacqueline Börnerová                                  | Rychlobruslení  | Ženy 1 500 m            |
| Zlato   | Gunda Niemannová-Stirnemannová                        | Rychlobruslení  | Ženy 3 000 m            |
| Zlato   | Gunda Niemannová-Stirnemannová                        | Rychlobruslení  | Ženy 5 000 m            |
| Stříbro | Ricco Groß                                            | Biatlon         | Muži 10 km sprint       |
| Stříbro | Mark Kirchner                                         | Biatlon         | Muži 20 km              |
| Stříbro | Antje Harveyová                                       | Biatlon         | Ženy 7.5 km             |
| Stříbro | Uschi Disl Antje Harveyová Petra Behle-Schaaf         | Biatlon         | Ženy štafeta 3 x 7.5 km |
| Stříbro | Rudi Lochner Markus Zimmermann                        | Boby            | Dvojbob                 |
| Stříbro | Wolfgang Hoppe Bogdan Musiol Axel Kühn René Hannemann | Boby            | Čtyřbob                 |
| Stříbro | Yves Mankel Thomas Rudolph                            | Saně            | Muži dvojice            |
| Stříbro | Gunda Niemannová-Stirnemannová                        | Rychlobruslení  | Ženy 1 500 m            |
| Stříbro | Heike Warnickeová                                     | Rychlobruslení  | Ženy 3 000 m            |
| Stříbro | Heike Warnickeová                                     | Rychlobruslení  | Ženy 5 000 m            |
| Bronz   | Katja Seizingerová                                    | Alpské lyžování | Ženy super-G            |
| Bronz   | Christoph Langen Günther Eger                         | Boby            | Dvojbob                 |
| Bronz   | Susi Erdmann                                          | Saně            | Ženy jednotlivci        |
| Bronz   | Christa Ludingová                                     | Rychlobruslení  | Ženy 500 m              |
| Bronz   | Monique Garbrechtová-Enfeldtová                       | Rychlobruslení  | Ženy 1 000 m            |
| Bronz   | Claudia Pechsteinová                                  | Rychlobruslení  | Ženy 5 000 m            |